# Statistics South Africa
Statistics South Africa, kurz Stats SA, ist die staatliche Statistikbehörde Südafrikas. Sie hat ihren Hauptsitz im ISIbalo House in Pretoria und unterhält in allen Provinzen Außenstellen.

## Struktur
Statistics South Africa ist eine staatliche Einrichtung nach dem Public Service Act 1994 (Proclamation 103 of 1994). An der Spitze der Statistikbehörde steht der Statistician-General (deutsch: „Generalstatistiker“).

## Rechtliche Grundlage
Die rechtliche Grundlage für die Errichtung und Arbeit der Behörde bildet der Statistics Act 1999 (Act No. 6 of 1999).
Mit Inkrafttreten dieses Gesetzes wurden aufgehoben: der Statistics Act 1976 (Act No. 66 / 1976) und der Statistics Amendment  Act 1986 (Act No. 25 / 1986) sowie aus den ehemaligen Bantustaaten Bophuthatswana und Transkei Statistics Act, 1978 (Bp Act No. 28 / 1978) sowie Statistics Act, 1980 (Tk Act No. 15 / 1980).

## Aufgaben
Zu den Aufgaben gehören die Sammlung, Erstellung und Veröffentlichung amtlicher und anderer Statistiken sowie die Koordinierung mit statistischen Arbeiten befasster regionaler und internationaler Institutionen. Die Behörde arbeitet nach 10 Grundsätzen (Fundamental Principles for Official Statistics), die von der Economics and Social Council Statistical Commission der Vereinten Nationen entwickelt wurden.
Das Statistikgesetz sieht auch die Einrichtung des Südafrikanischen Statistikrates (South African Statistics Council) vor. Aufgaben dieses Gremiums sind die Beratung des zuständigen Ministers für Nationale Planung (National Planning) im Präsidentschaftsamt und des Behördenleiters bei der Datenerhebung und Verwendung amtlicher Statistiken, speziell die:
- Strategieberatung zur Statistikpolitik und deren Schwerpunkte,
- technische Beratung im Allgemeinen oder über bestimmte statistische Datensammlungen sowie
- methodische Aspekte zur Koordinierung der Statistikaktivitäten.

Die 23 Ratsmitglieder aus dem gesamten Land repräsentieren die statistischen Anliegen aus den Provinzverwaltungen, Staatsorganen, der Wirtschaft und Forschung.

## Geschichte
Statistische Erhebungen zu demographischen Themen werden auf dem Gebiet Südafrikas seit dem 18. Jahrhundert erhoben. Im 19. Jahrhundert führten die Vorläuferinstitutionen unregelmäßige und von der Erfassung unsystematische Arbeiten durch. In der Kapkolonie erfolgte eine erste Volkszählung nach modernen Maßstäben 1865 nach Grundregeln durch das British Colonial Office, die schließlich 1875 und 1891 hier zum selben Zweck wiederholt Anwendung fanden. Im Oranje-Freistaat fanden Volkszählungen in 1880 und 1890 statt, dabei unter Bezugnahme auf die Methodik in der Kapkolonie. In der Südafrikanischen Republik gab es 1890 eine Volkszählung. Natal führte 1891 nur eine unvollständige Zählung durch. Die Abschlussberichte waren von sehr unterschiedlicher Qualität und variierendem Umfang, der zwischen einigen Seiten und mehreren hundert Seiten lag.
Die erste gleichzeitige Zählung der Bevölkerung in den vier Vorläuferstaaten der Südafrikanischen Union erfolgte erst im Jahre 1904. Schon zu diesem Zeitpunkt erfassten die staatlichen Stellen die Bevölkerung nach den vier Gruppen European, African, Asiatic und Coloured.
Mit der Gründung der Südafrikanischen Union nannte sich die nationale Statistikbehörde Union of South Africa Office of Census and Statistics, die unter der Leitung des Director of Census and Statistics stand. Das Gründungsgesetz der Union, der South Africa Act, schrieb eine Volkszählung unter der europäischstämmigen Bevölkerung aller fünf Jahre vor. Der Census Amendment Act of 1935 (Änderungsgesetz) legte die fünfjährige Frist bis 1941 fest und bestimmte für die Zeit danach einen zehnjährigen Rhythmus. Jedoch änderte das Wahlgesetz von 1937 (Electoral Act of 1937) diesen Übergangszeitpunkt und setzte ihn auf das Jahr 1951.
Volkszählungen in Südafrika gab es mehrfach, so in den Jahren 1911, 1918(w), 1921, 1931(w), 1936, 1946, 1951, 1960, 1970, 1980, 1985, 1991, 1996, 2001 und 2011. Einige wurden nur innerhalb der europäischstämmigen Bevölkerungsgruppe durchgeführt.

## Publikationen
Die Statistikbehörde gibt mehrere gedruckte und digitale Publikationen heraus. Dazu zählen beispielsweise:
- Bulletin of Statistics, erscheint seit 1922, ursprünglich monatlich, seit 1967 als Quartalsschrift (März, Juni, September, Dezember), bietet Daten in Monats-, Quartals- und Jahresrhythmen
- Annual report, erscheint jährlich als das statistische Jahrbuch, das über die Struktur und Arbeit der Behörde berichtet
- South African Statistics, erscheint jährlich und vermittelt statistische Daten und wichtige Aspekte über Südafrika
- Provincial profile, erscheint jährlich zu jeder südafrikanischen Provinz, bietet Informationen über Bevölkerungsstruktur, Sprache, Altersgruppen, Tourismus, Wohnen, Bildung, Arbeit, Verkehr, Bergbau, Bauwesen und den Dienstleistungssektor.